# Vaiņode (novads)
Vaiņode (en letton : Vaiņodes novads) est une ancienne municipalité de Lettonie, située dans la région de Courlande. Le 1er juillet 2021, elle disparaît et fusionne au sein de la nouvelle municipalité de Courlande-du-Sud.

## Historique
La municipalité est formée lors de la réforme de 2009 à partir d'une partie du rajons de Liepāja. Elle est composée des paroisses d'Embūte et de Vaiņode, chef-lieu du novads. 
Avec la réforme administrative et territoriale du 1er juillet 2021, elle est supprimée et fusionnée avec Aizpute, Durbe, Grobiņa, Nīca, Pāvilosta, Priekule et Rucava pour former la nouvelle municipalité de Courlande-du-Sud (Dienvidkurzemes novads).

## Démographie
La population s'élevait à 2 932 habitants en 2010 et 2 216 habitants en 2021. 